# Jan Jirásek (politik)
Jan Jirásek (* 24. prosince[zdroj?] 1924) byl český a československý politik Komunistické strany Československa, poslanec České národní rady a Sněmovny lidu Federálního shromáždění za normalizace.

## Biografie
K roku 1981 se profesně uvádí jako ředitel okresní zemědělské správy.
Dlouhodobě zasedal v zákonodárných sborech. Ve volbách roku 1971 byl zvolen do České národní rady. Mandát v ní obhájil ve volbách roku 1976. Ve volbách roku 1981 zasedl do Sněmovny lidu (volební obvod č. 84 - Žamberk, Východočeský kraj). Mandát obhájil ve volbách roku 1986 (obvod Česká Třebová). Ve Federálním shromáždění setrval do prosince 1989, kdy rezignoval na svůj post v rámci procesu kooptací do Federálního shromáždění po sametové revoluci.